# Charles Jaffe
Charles Jaffe, originariamente Jaffé (Dubroŭna, 1879 – New York, 12 luglio 1941), è stato uno scacchista russo naturalizzato statunitense, Maestro e autore di saggi a tema.

## Biografia

### I primi anni e il trasferimento negli Stati Uniti
Jaffé nasce nella piccola cittadina di Dubroŭna, nell'allora Impero russo e poi diventata parte della Bielorussia (distretto di Dubroŭna, regione di Vicebsk). Non esiste una certezza della data di nascita, messa in discussione dagli storici degli scacchi, tra i quali il britannico Edward Winter, tuttavia varie fonti indicano la sua nascita tra il 1876 e il 1887. Jaffe emigra negli Stati Uniti d'America nel 1896 stabilendosi a New York e mantenendosi con un impiego presso un'azienda di lavorazione e filatura di materiale tessile, tuttavia la sua passione e abilità negli scacchi lo faranno decidere di diventare un giocatore professionista dal 1910.

## Il professionismo scacchistico

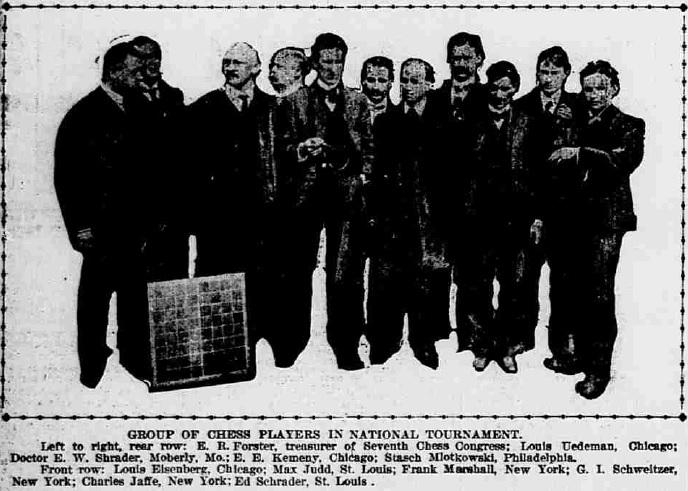
Foto di gruppo dei partecipanti al torneo di Sant Louis del 1904.

Nel 1904 partecipa al torneo di Sant Louis (7º Congresso americano), arrivando 7º con 5/11 (vincitore del torneo Frank James Marshall). Jaffe riuscì in seguito a battere Jacques Mieses, giocatore di primo piano, per 2-0 in una partitella a New York 1907. In 1909 Jaffe prende parte ad un piccolo torneo a Bath Beach, Brooklyn, NY, dove si classifica al terzo posto su sei partecipanti, con uno score di 3/5 (vincitore Herbert Rosenfeld), quindi, nello stesso anno, perde un incontro con Frank Marshall con il punteggio di 3.5-5.5 (+2 =3 -4). Nel 1911 arriva in 3ª-4ª posizione a New York, con uno score di 9/12 (vincitore Marshall). Grazie a questi risultati decide di iscriversi all'edizione 1911 del torneo internazionale di Carlsbad, nell'attuale Karlovy Vary, allora territorio boemo dell'impero austro-ungarico, competizione durante la quale ottiene la 23ª-26ª posizione, con uno score personale di 8.5/25 su 26 partecipanti, torneo conquistato dal tedesco Richard Teichmann. Nel 1913 Jaffe partecipa al campionato statunitense di scacchi, che quell'anno si svolge a New York, conquistando la 3ª posizione con 9.5/13, dietro a José Raúl Capablanca e a Marshall. In seguito, sempre a New York e nel medesimo anno, perde un match di tre partite con Capablanca con il risultato di 0.5-2.5, quindi nel torneo di New York 1913, Jaffe totalizza uno score di 0.5/6 che lo classifica al 4º e ultimo posto su 4 giocatori; il torneo fu vinto da Marshall.
Jaffe fu soprannominato the Crown Prince of East Side Chess (il principe ereditario degli scacchisti dell'East Side) dal poeta e Maestro di scacchi Alfred Kreymborg. Ha spesso giocato allo Stuyvesant Chess Club, luogo di ritrovo di appassionati di scacchi e di interessanti personaggi dell'epoca, sito a Manhattan, nella Lower East Side, e frequentato da numerosi ed abili scacchisti. "Jaffe fu famoso per la sua povertà" e per il suo stile, "inimitabilmente coffeehouse". Jaffe ha ricavato la maggior parte del suo reddito grazie a partite e tornei giocati in quel locale, con la colorata atmosfera dei Club in quel periodo narrata nel libro The Bobby Fischer I Knew And Other Stories.